# Coloma (Michigan)
Coloma – miasto w Stanach Zjednoczonych, w stanie Michigan, w hrabstwie Berrien.